# 洪箱
洪箱（1955年3月9日—2023年10月9日），台灣苗栗人，台灣農民運動領袖。

## 生平
洪箱生於農家，自幼生活貧苦，幼時即與祖母至市場賣菜。15歲時至桃園縣擔任女工。24歲時與農民張木村結婚，移居後龍務農。2009年，苗栗縣政府後龍科技園區開發案徵收鄰近灣寶里230餘公頃農地，洪箱與張木村成立自救會率領灣寶居民共同抗爭；經歷3年的抗爭，農地變更案於2011年4月遭到駁回，成為當時農運唯一的成功案例，同年獲頒年度社運風雲人物。
抗爭成功後，洪箱又擔任灣寶社區發展協會理事長，協助灣寶社區農作物產銷。後來曾擔任台灣農村陣線理事長，以及台灣土地正義行動聯盟理事，並陸續參與多場農運及反迫遷運動。2013年張木村病逝後，洪箱獨立繼續參與社會多場運動，諸如苗栗大埔事件、台中市黎明幼兒園拆遷案、苗栗坤輿掩埋場案等社會運動。在參與社運之餘，洪箱也未放棄其本業，與十餘位灣寶農民在灣寶地區共同成立「沐香農場」，從事有機農業。
2020年9月3日，立法院召開首場美國含瘦肉精豬肉進口問題公聽會，洪箱發言反對蔡英文政府開放瘦肉精美豬，並批評美國人把台灣人當成二等公民。
2022年，洪箱獲全國NGOs環境會議籌備委員會「台灣環境保護終身成就獎」。2023年10月9日，洪箱逝世。